# Mornans
Mornans ist eine französische Gemeinde mit 79 Einwohnern (Stand: 1. Januar 2022) im Département Drôme in der Region Auvergne-Rhône-Alpes. Die Bewohner werden Mornansais und Mornansaises genannt.

## Geografie
Die Gemeinde Mornans hat eine Fläche von 11,79 km² und umfasst einen Abschnitt des Französischen Alpenvorlandes. Die Dorfsiedlung liegt in einer breiten Talkehle, gebildet vom Roubion, einem Zufluss der Rhone. Den höchsten Punkt bildet mit 1307 Metern die Spitze der Bergkette von Saou im Norden des Gemeindegebietes. Mornans liegt 2,3 km nördlich von Bourdeaux, ca. 16 km südöstlich von Crest und fast 30 km östlich von Montélimar (Angaben in Luftlinie).

## Bevölkerungsentwicklung
| Jahr                       | 1968 | 1975 | 1982 | 1990 | 1999 | 2004 | 2018 |
| Einwohner                  | 64   | 62   | 78   | 68   | 53   | 61   | 73   |
| Quellen: Cassini und INSEE |      |      |      |      |      |      |      |

Mornans ist mit 79 Einwohnern (Stand 1. Januar 2022) eine der kleineren Gemeinden im Département Drôme. 1962 hatte die Gemeinde noch 77 Bewohner. Nachdem die Einwohnerzahl bis 1975 konstant gesunken war, wurde Ende der 1970er Jahre ein Wachstum verzeichnet.

## Kultur und Sehenswürdigkeiten
- Tour de Mornans, Burgruine aus dem 13. Jahrhundert
- Protestantische Dorfkirche
- Zahlreiche beschilderte Wanderwege

## Meteorit
Im Jahr 1875 schlug bei Mornans ein 1,3 Kilogramm schwerer Steinmeteorit vom Typ H5 ein.